# Колногузенко, Борис Николаевич
Борис Николаевич Колногузенко (укр. Борис Миколайович Колногузенко; род. 10 июля 1948) — советский и украинский балетмейстер, хореограф и педагог, профессор (1994), народный артист Украины (1999), академик Украинской академии наук.

## Награды
- Орден «За заслуги» III степени (28 сентября 2009 года) — за весомый личный вклад в развитие культурно-художественного наследия Украины, высокое профессиональное мастерство и активное участие в проведении Фестиваля искусств Украины[1]
- Народный артист Украины (8 октября 1999 года) — за личный вклад в развитие национальной культуры и искусства, весомые творческие достижения[2]
- Заслуженный артист Украины
- Почётный гражданин Харьковской области (18 августа 2011 года)[3]
- Почётный гражданин города Дулово (Болгария)
- Орден Святого равноапостольного князя Владимира I степени (2015)
- Орден Святого равноапостольного князя Владимира II степени (2012)
- Орден Святого равноапостольного князя Владимира III степени (2007)
- Два почётных знака Харьковской областного совета «Слобожанская слава» (2004 и 2008)
- Почётная грамота Кабинета Министров Украины (18 июня 1999 года) — за значительный личный вклад в развитие украинского хореографического искусства, высокий профессионализм, плодотворную общественную деятельность и по случаю 70-летия основания Харьковской государственной академии культуры[4]
- Почётная грамота Кабинета Министров Украины (1 ноября 2003 года) — за весомый личный вклад в развитие украинской культуры, высокий профессионализм[5]